# کوزمودمیانسک
شهر کوزمودمیانسک (به روسی: Козьмодемьянск) در کشور روسیه و در جمهوری ماری ال واقع شده‌ است.